# Neohelos
Genre
Neohelos est un genre éteint de marsupiaux de la famille des Diprotodontidae.

## Distribution
Il a été découvert dans des dépôts datant du Miocène à Ngapakaldi dans l'Australie-Méridionale puis à Bullock Creek dans le Territoire du Nord, en Australie.

## Description
Il avait la taille d’un mouton.

## Liste des espèces
- † Neohelos stirtoni Murray, Megirian, Rich, Plane & Vickers-Rich, 2000
- † Neohelos tirarensis Stirton, 1967
- † Neohelos scottorrorum (Hand, Archer, Godthelp, Rich & Pledge, 1993)